# Сто рублей (олимпийская банкнота)

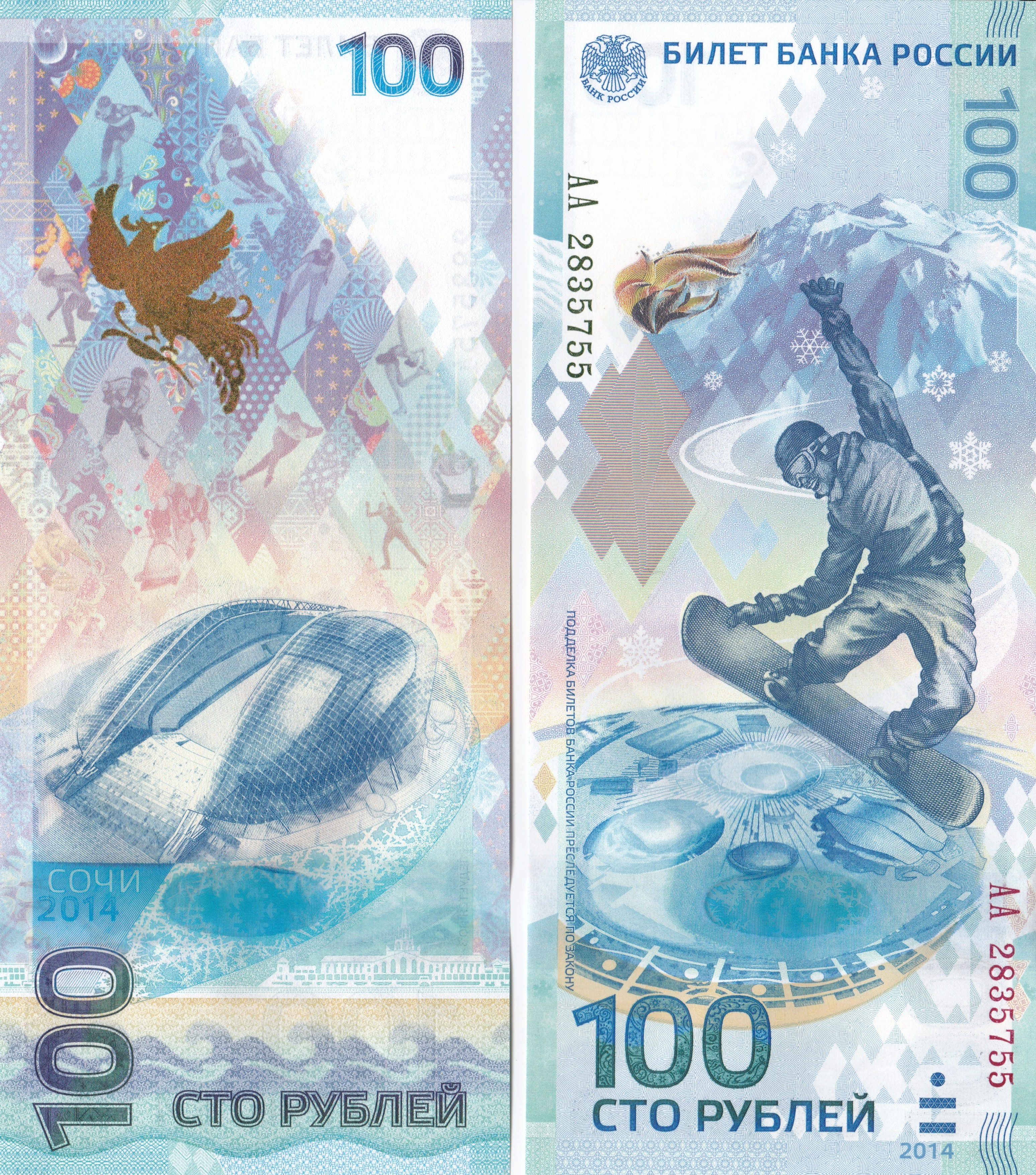
Памятная банкнота, посвящённая XXII Зимним Олимпийским играм и XI Зимним Паралимпийским играм 2014 года в Сочи

Олимпи́йская банкно́та 100 рублей — памятная банкнота, выпущенная Банком России 30 октября 2013 года, посвящённая XXII Олимпийским зимним играм и XI Паралимпийским зимним играм 2014 года в Сочи. Общий тираж банкноты составил 20 млн экземпляров. Первая в современной России вертикально ориентированная банкнота.

## История создания и описание
Впервые о планах выпуска памятной банкноты Банком России стало известно в 2009 году. Это должна была стать банкнота одного из ходовых номиналов — 50, 100 или 500 рублей. Ранее в России ещё ни разу не выпускались памятные банкноты. В конце 2011 года был определён номинал будущей банкноты — 100 рублей и срок её выхода — за 100 дней до начала Олимпиады. В конкурсе на оформление рисунка банкноты участвовало 12 студентов Института имени И. Е. Репина при Академии художеств. В конечном итоге был выбран эскиз Павла Бушуева с изображением парящего сноубордиста.
Впервые изображение будущей банкноты было представлено 12 марта 2013 года.
Она стала второй в мире, посвящённой Олимпийским играм, после банкноты в 10 юаней, выпущенной к Олимпийским играм 2008 года в Пекине. Часть тиража выпущена в подарочной упаковке.
Банкнота выпущена в обращение в 2013 году, но на аверсе и реверсе банкноты указан год проведения игр — 2014.
Всего выпущено три серии банкнот: АА, аа, Аа, причём Аа является серией замещения (вместо брака других серий) и считается более редкой. Тиражи: серия АА — 10 млн шт., аа — 10 млн, Аа — 650 тыс..
| Изображение     | Изображение       | Номинал (рублей) | Размеры (мм) | Бумага                                    | Основной цвет | Степени защиты | Описание                                        | Описание                       | Дата выхода     |
| Лицевая сторона | Оборотная сторона | Номинал (рублей) | Размеры (мм) | Бумага                                    | Основной цвет | Степени защиты | Лицевая сторона                                 | Оборотная сторона              | Дата выхода     |
| --------------- | ----------------- | ---------------- | ------------ | ----------------------------------------- | ------------- | --- | ----------------------------------------------- | ------------------------------ | --------------- |
|                 |                   | 100              | 65x150       | белая высококачественная хлопковая бумага | синий голубой | полимерная лента с прозрачным «окном», в котором видны снежинки, водяной знак с логотипом Олимпиады, микротекст, микрорисунки, скрытое многоцветное изображение, голограмма | сноубордист на фоне олимпийских объектов в Сочи | олимпийский стадион, жар-птица | 30 октября 2013 |

## Проблемы с приёмом банкоматами
Сразу же после выпуска сообщалось, что все банкоматы России не смогут принять новую банкноту в течение месяца по техническим причинам, поскольку производитель банкоматного оборудования NCR не получил её шаблоны для приёма от Банка России.
Основной вброс банкнот на рынок должен был состояться непосредственно перед Олимпийскими играми, когда все банкоматы уже будут в состоянии опознать банкноту.

## Обвинения в нарушении авторских прав
После выпуска банкноты в фотобанке на сайте SXC.hu была найдена фотография сноубордиста, датированная 2005 годом, очень похожая на изображение на банкноте, и создателей банкноты обвинили в плагиате. Однако оригинальный рисунок Павла Бушуева, по которому создавалась банкнота, внешне отличается от обнаруженной фотографии. По словам Бушуева, свой рисунок он рисовал сам, а доработанную версию создали в Гознаке, использовав его рисунок только в качестве идеи.
В Гознаке обвинения в плагиате назвали смешными, объяснив, что на банкноте сноубордист повёрнут вправо, а на фотографии — влево. Кроме того, при создании банкноты имела место специальная фотосессия, где человек фотографировался с разных точек.
По словам представителя Гознака, художник Сергей Козлов, который разрабатывал дизайн банкноты, мог при её создании использовать одну из фотографий в сети, что является нормой при создании банкнот, и обработал её, развернув изображение в более правильное положение.